# Sprostowanie prasowe
Treść tego artykułu od 2017-12 należy opracować w taki sposób, aby nie uwypuklała nadmiernie polskiej specyfiki / aby nie zawężała się tylko do polskich warunków
 Po wyeliminowaniu niedoskonałości należy usunąć szablon [[Szablon:Dopracować|]] z tego artykułu.
Sprostowanie prasowe – instytucja prawa prasowego, umożliwiająca zainteresowanemu podmiotowi (osobie fizycznej, osobie prawnej lub jednostce organizacyjnej niebędącej osobą prawną) bezpłatną publikację sprostowania nieścisłej lub nieprawdziwej wiadomości, jaka znalazła się w opublikowanym materiale prasowym
W celu skorzystania z tego uprawnienia podmiot zainteresowany (podmiot, którego dotyczy materiał prasowy, ewentualnie osoba najbliższa zmarłego lub następca prawny osoby prawnej lub jednostki organizacyjnej będącej przedmiotem publikacji, składa wniosek o publikację sprostowania do redaktora naczelnego właściwego dziennika lub czasopisma w terminie 21 dni od dnia opublikowania materiału prasowego.
Sprostowanie nadesłane do redakcji w celu publikacji w powyższym trybie powinno zawierać podpis wnioskodawcy, jego imię i nazwisko oraz adres korespondencyjny, przy czym adres może zostać zastrzeżony tylko do wiadomości redakcji, a w przypadku gdy materiał prasowy będący przedmiotem sprostowania dotyczy działalności związanej z używanym przez osobę fizyczną pseudonimem, może ona zastrzec także imię i nazwisko tylko do wiadomości redakcji. Sprostowanie nie może przekraczać dwukrotnej objętości fragmentu materiału prasowego, którego dotyczy, ani zajmować więcej niż dwukrotność czasu antenowego, jaki zajmował dany fragment przekazu. Powinno też być sporządzone w tym samym języku, co materiał prasowy.
Redaktor naczelny obligatoryjnie odmawia publikacji sprostowania, jeżeli nie odpowiada ono powyższym wymogom, jest nierzeczowe lub nie odnosi się do faktów, zawiera treść karalną, zostało wniesione po terminie lub podważa fakty stwierdzone prawomocnym orzeczeniem dotyczącym osoby dochodzącej publikacji sprostowania. Dodatkowo redaktor naczelny może odmówić sprostowania, jeżeli odnosi się ono do wiadomości poprzednio sprostowanej, jest wystosowane przez osobę, niebędącą osobą zainteresowaną lub zawiera sformułowania wulgarne lub obelżywe.
W przypadku sporu co do obowiązku opublikowania sprostowania, możliwe jest dochodzenia opublikowania w drodze powództwa cywilnego przed sądem okręgowym właściwym ze względu na siedzibę redakcji. Sąd powinien rozpoznać sprawę w terminie 30 dni.

## Prawo międzynarodowe
- Konwencja ONZ o prawie do sprostowania z 1953 r.[12]

- Amerykańska Konwencja Praw Człowieka (1969) zapewnia prawo do sprostowania w art. 14[13]

- Europejska Konwencja Praw Człowieka w art. 10. 2 dopuszcza ograniczenia wolności słowa m.in. w interesie bezpieczeństwa państwowego, integralności terytorialnej lub bezpieczeństwa publicznego ze względu na konieczność zapobieżenia zakłóceniu porządku lub przestępstwu, z uwagi na ochronę zdrowia i moralności, ochronę dobrego imienia i praw innych osób.

- Podobne ograniczenia przewiduje Międzynarodowy Pakt Praw Obywatelskich i Politycznych w art. 19. 3.

Komitet Ministrów Rady Europy w 1974 podjął uchwałę o zapewnieniu prawa do odpowiedzi, w 2004 kolejną.